# オークビル (オンタリオ州)

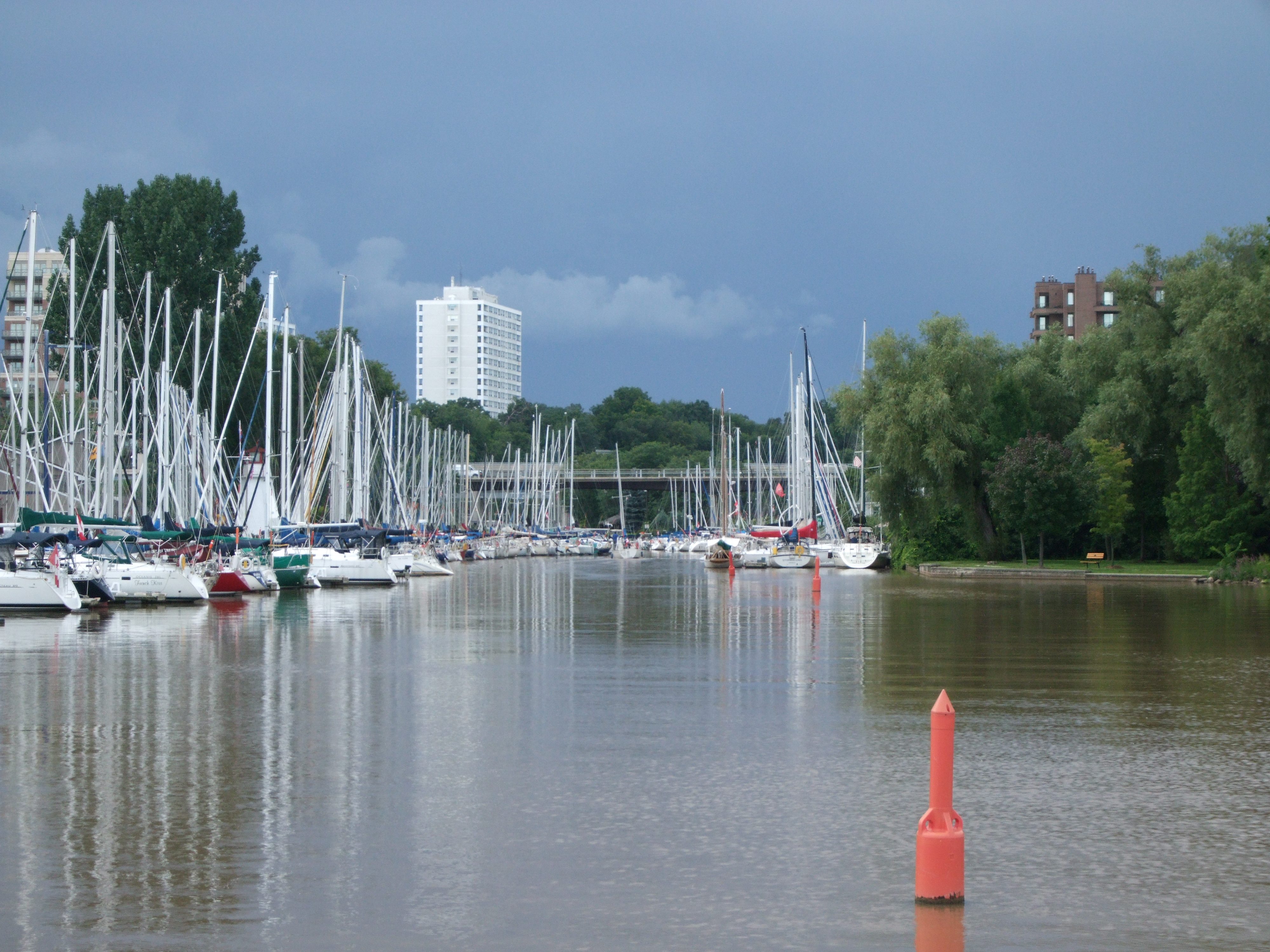
オークビル・ハーバー

オークビル（英：Oakville）は、カナダ・オンタリオ州のハルトン地域にある都市。オンタリオ湖に面しており、トロントとハミルトンの中間に位置する。またトロント大都市圏（GTA）に属している。人口は21万3459人（2021年）。

## 経済
ペトロ・カナダの精油所やフォード・モーターのカナダ本社、ティム・ホートンズ（TDL Group）の本社があることで知られる。

## 人口動勢
トロントに近いことからオークビルの住民は多様化してきている。2006年時点で、白人が人口の81.2％を占め、他には南アジア系6.0％、中華系3.2％、黒人2.1％、混血2％である。ちなみに、オークビルはトロント都市圏の中でも富裕層が集中しており、一世帯の平均年収は$83,982と、他の地域に比べ、高めである。住宅価格の平均は$306,209である。

## 交通

### 公共交通機関
オークビル駅は クロス・アヴェニュー200、214にある。当駅に乗り入れる路線・列車は下記の通り。

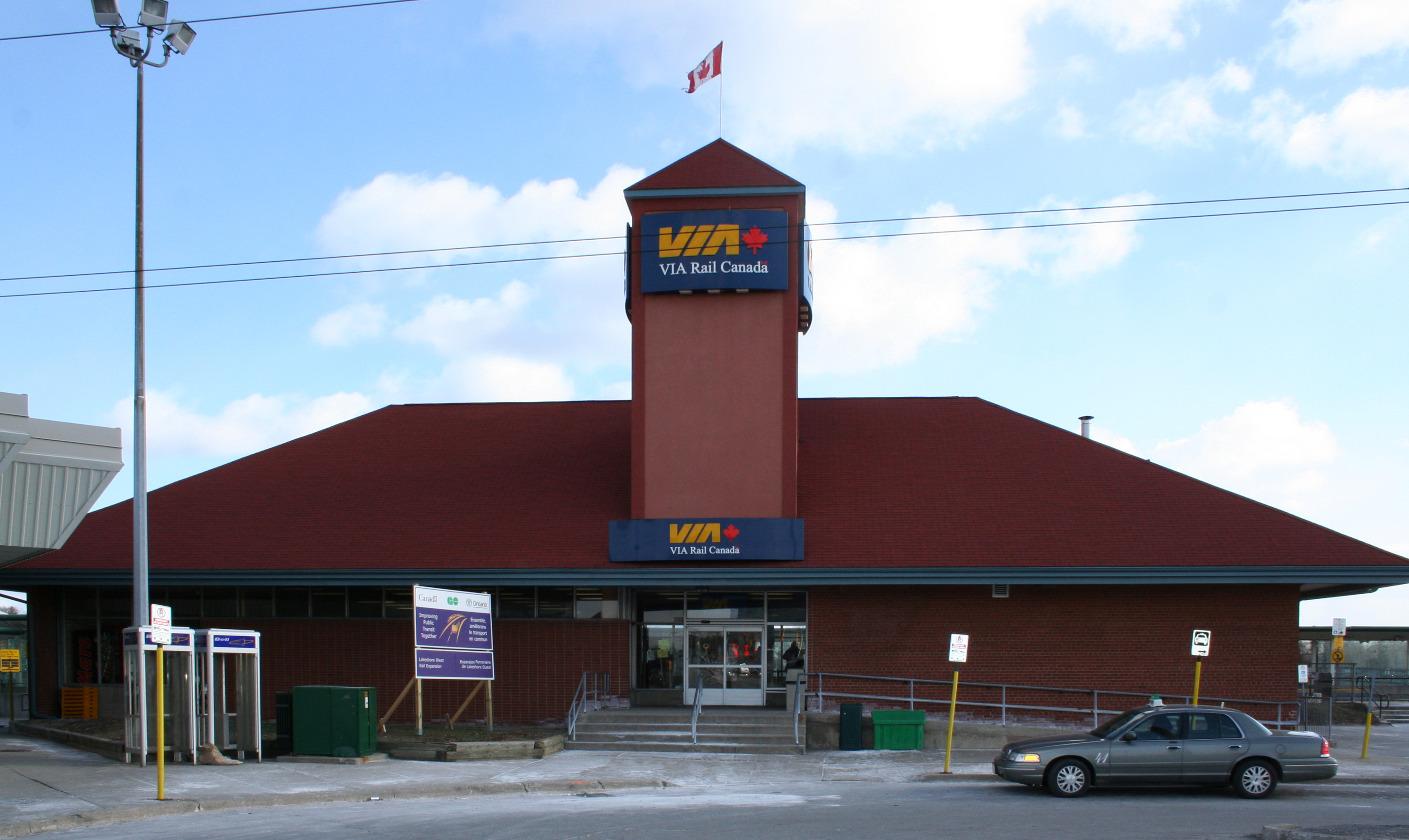
VIA鉄道 オークビル駅

- GOトランジット (GO Transit)：レイクショア・ウェスト線によりトロントおよびハミルトンと結ばれている
- VIA鉄道：モントリオール - トロント - ウィンザー線等が通っている
- アムトラックのトロントとニューヨーク間の昼行国際列車メープルリーフ号が1日1往復停車[7]。
- オークビル・トランジット（英語版） （Oakville Transit）：バスによる市内交通

## 都市交流

### 姉妹都市
- 寝屋川市（大阪府） - 1984年4月6日姉妹都市提携。　街には「ネヤガワ・ブルヴァ―ド」という通りもある。[8]